# Vasil Dragolov
Vasil Dragolov (bulgare : Васил Драголов), né le 17 août 1962 à Katunitsa en Bulgarie (ou le 17 mars 1962 selon certaines sources), est un joueur de football international bulgare qui évoluait au poste d'attaquant.

## Biographie

### Carrière en club
Vasil Dragolov joue en Bulgarie, en Grèce et au Portugal. Il évolue notamment pendant huit saisons en faveur du Beroe Stara Zagora.
Avec le Beroe Stara Zagora, il inscrit 12 buts en première division bulgare lors de la saison 1986-1987, puis 13 buts la saison suivante.
Il remporte un titre de champion de Bulgarie, mais également deux Coupes des Balkans, avec le Beroe Stara Zagora.
Après avoir quitté la Bulgarie, il dispute 61 matchs en première division grecque, inscrivant 10 buts, et 59 matchs au sein des championnats professionnels portugais, marquant 13 buts. 
Participant aux compétitions européennes, il dispute quatre matchs en Coupe d'Europe des clubs champions, et trois matchs en Coupe de l'UEFA. En Coupe de l'UEFA, il inscrit avec le Beroe Stara Zagora un but contre le club turc de Fenerbahçe en octobre 1980

### Carrière en sélection
Vasil Dragolov joue deux matchs avec l'équipe de Bulgarie. Toutefois, certaines sources ne font mention que d'un seul match.
Il joue son premier match en équipe nationale le 23 avril 1986, en amical contre la Belgique (défaite 2-0 à Bruxelles). Il joue son second match le 30 avril 1986, en amical contre la Corée du Nord. Il inscrit un but lors de ce match, avec pour résultat une victoire 3-0 à Sofia.
Il figure dans le groupe des sélectionnés lors de la Coupe du monde de 1986. Lors du mondial organisé au Mexique, il ne joue aucun match.

## Palmarès
| Beroe Stara Zagora - Championnat de Bulgarie (1) : - Champion : 1985-86. - Coupe des Balkans (2) : - Vainqueur : 1981-82 et 1983-84. |  | Levski Sofia - Championnat de Bulgarie : - Vice-champion : 1988-89. |